# سكرية كبيرة
سكرية كبيرة  قرية سوريّة تتبع إداريّاً لمحافظة حلب منطقة الباب ناحية عريمة، بلغ تعداد سكانها 3000 نسمة حسب التعداد السكاني لعام 2010 
.